# Bastardi 2
Bastardi 2 je český film z roku 2011. Jedná se o druhý díl dramatické filmové trilogie. První díl vyšel v roce 2010 a třetí následoval rok po druhém. Film režíroval Jan Lengyel, jehož produkce Pegasfilm produkovala první dva díly. Scénář k filmu napsal Tomáš Magnusek, který v trilogii ztvárňuje ústřední postavu. V dalších rolích se objevili např. Jan Šťastný, Jiří Krampol, Ladislav Županič, Oldřich Vlach, a další.
V roce 2014 vznikl sestřihem celé trilogie Bastardi, Bastardi 2 a Bastardi 3 televizní seriál Bastardi.

## Děj
Učitel Tomáš Majer, nově zvolený jako ředitel školy je úhlavním nepřítelem mafiánské rodiny Dostálů. Po sérii vražd žáků z prvního dílu, mezi nimi mafiánův syn Michal Dostál, je učitel Majer z vražd podezříván. Vyšetřovací agendu po zesnulém detektivu Palečkovi přebírá nový policejní vyšetřovatel Karas a nachází v případu nové nejasnosti a důkazy.  

## Obsazení
| Tomáš Magnusek         | Mgr. Tomáš Majer, ředitel školy |
| Jan Šťastný            | Leoš Dostál                     |
| Jiří Krampol           | Dostál starší                   |
| Ladislav Županič       | zástupce ředitele               |
| Jan Antonín Duchoslav  | Preisler                        |
| Igor Bareš             | Málek ml.                       |
| Jan Cimický            | detektiv Perst                  |
| Radim Uzel             | hodinář                         |
| Ivo Jahelka            | právník                         |
| Ilona Svobodová        | Majerová                        |
| Jan Přeučil            | školník Málek                   |
| Jaroslava Obermaierová | uklízečka                       |
| Martin Dejdar          | detektiv Karel Karas            |
| Eva Čížkovská          | Mgr. Zdeňka Lamrová, učitelka   |
| Valentina Thielová     | Měchová                         |
| Václav Vydra           | starosta                        |
| Jana Boušková          | starostová                      |
| Petr Jančařík          | učitel na závodech              |
| Ivan Jiřík             | Kolaj                           |
| Andrej Hryc            | Horváth                         |
| Kateřina Brožová       | Brennerová                      |
| Radoslav Brzobohatý    | MUDr. Hána                      |
| Ondřej Kepka           | Ondřej Thám                     |
| Gabriela Vránová       | Dostálová                       |
| Eva Hrušková           | Ticháčková                      |
| Tomáš Töpfer           | Majer st.                       |
| Jaroslava Hanušová     | uklízečka                       |
| Jan Bendig             | romský kluk                     |
| Jan Surmaj             | rom                             |
| David Gránský          | lyžař                           |

## Recenze
- Tomáš Svoboda, Kinobox.cz [1]
- David Laňka, Filmserver.cz [2]
- Daniel Zeman, MovieZone.cz [3]
- Kamil Fila, Aktuálně.cz [4]